# Peer Gynt (film, 1941)
Pour les articles homonymes, voir Peer Gynt (homonymie).
Pour plus de détails, voir Fiche technique et Distribution.
Peer Gynt un film américain réalisé par David Bradley en 1941. C'est le premier film dans lequel l'acteur américain Charlton Heston apparaît à l'écran.

## Synopsis
Le personnage principal est Peer Gynt, un homme d'une vingtaine d'années qui tente de fuir la réalité par le mensonge. À la recherche d'aventure et d'amour, il se retrouve dans un monde de trolls et de démons. Il enlève Ingrid, promise à un autre. Il s'éprend par ailleurs de Solveig, qui d'abord l'éconduit, puis finalement l'accepte.
Après un saut dans le temps de 30 ans, on retrouve Peer Gynt au Maroc, où il a fait fortune dans l'esclavage. Son navire, contenant toutes ses richesses, lui est volé par son partenaire en affaires, mais coule lors d'une tempête. Peer Gynt, alors pauvre, se tourne vers Dieu. Attaqué par des singes, il se retrouve dans le désert et est sauvé par la découverte d'une oasis. Il y rencontre Anitra, qui lui vole ses derniers biens.
Vieux et pauvre, Peer Gynt rentre chez lui et doit se battre pour récupérer son âme. Solveig, sa protectrice, finit par le sauver.

## Fiche technique
- Titre : Peer Gynt
- Réalisation : David Bradley
- Scénario : David Bradley, d'après la pièce de théâtre de Henrik Ibsen
- Production : David Bradley
- Société de production :David Bradley
- Photographie : David Bradley, Robert Cooper et Richard Roth
- Musique : Peer Gynt, suite de Edvard Grieg et Chuck Zornigʻ
- Costumes : Sally Hyde , Élisabeth Cole et Katherine  Elfstrom
- Équipe Technique : Rod Maynard  ,  ,John Jerrard ,Philippe MC Connell et George B.Moll
- Maquillage :Roy Eggerth Jr.
- Pays d'origine : États-Unis
- Langue : Anglais
- Format : Noir et blanc - 1.33:1 (4/3)
- Genre : Aventure et fantatique
- Durée : 100 minutes
- Date de sortie : 1941

## Distribution
- Charlton Heston : Peer Gynt
- Betty Hanisee : Aase
- Lucielle Powell : Kari
- Katharine Bradley : Solveig
- Charles Paetow : Aslak
- Morris Wilson : Haegstad
- George B. Moll : Chef bédouin
- Betty Barton : Ingrid